# Souvenir d'Italie (Len Mercer)
Souvenir d'Italie è un album di Len Mercer and his Strings del 1967; contiene canzoni, soprattutto napoletane, arrangiate da Len Mercer (pseudonimo di Ezio Leoni) su richiesta di Lelio Luttazzi, musicista alla RAI.

## Tracce
Lato A
1. Souvenir d'Italie (Lelio Luttazzi - Scarnicci)
2. Core 'ngrato (Cardillo) - Accarezzame (Nisa-Pino Calvi) - Scapricciatiello (Albano-Vento)
3. Anema e core (Salve D'Esposito-Tito Manlio)
4. 'Na Voce 'Na chitarra e 'o poco 'e luna (Ugo Calise-Carlo Alberto Rossi) - 'O ciucciariello (Oliviero)

Lato B
1. Arrivederci Roma (Renato Rascel-Pietro Garinei)
2. Canta se la vuoi cantar (Cesare Andrea Bixio)
3. Vecchia Roma (Mario Ruccione) - Nanni (Franco Silvestri)
4. Firenze sogna (Cesare Cesarini) - La porti un bacione a Firenze (Odoardo Spadaro)
5. Marieta monta in gondola (Carlo Concina) - Due cuori e una gondola (Ezio Leoni)